# Mary Fleener
Mary Fleener, née le 14 septembre 1951, est une artiste, écrivaine et musicienne alternative américaine de Los Angeles. Le style de dessin de Fleener, qu'elle appelle cubismo, dérive de l'esthétique cubiste et d'autres traditions artistiques. Sa première publication est un ouvrage sur Zora Neale Hurston, appelé Hoodoo (1988), suivi de la série de bandes dessinées semi-autobiographiques Slutburger et de l'anthologie Life of the Party (1996). Elle est membre du groupe de rock appelé The Wigbillies.
Parmi les influences de Fleener figurent l'art égyptien ancien et les œuvres de Chester Gould ( Dick Tracy ), Otto Soglow ( Le petit roi ) et Al Capp ( Li'l Abner ). Robert Crumb et Robert Armstrong (créateur de Mickey Rat ) l'ont encouragée à créer ses propres bandes dessinées.
Ses œuvres ont été exposées à La Luz de Jesus Gallery, Track 16, David Zapt Gallery, Laguna Beach Art Museum Annex, LACE (Los Angeles), COCA (Seattle), Southwestern College, Patricia Correia Gallery, Sushi Gallery.
Elle vit et travaille à Encinitas, en Californie.
En 2019, elle reçoit un prix Inkpot pour l'ensemble de son œuvre lors du Comic-Con de San Diego.

## Enfance et éducation
Mary Fleener est née le 14 septembre 1951. Sa mère travaille pour Disney de 1941 à 1943. Fleener suit des cours à l'Université d'État de Californie à Long Beach pendant 4 ans ; elle se forme à la gravure. Toutefois, Fleener n'aime pas l'orientation du programme artistique, centré sur l'art abstrait, et elle abandonne en 1976. En 1984, elle lit un article «new comix» de Matt Groening dans le LA Weekly, ce qui la pousse à créer ses premières bandes dessinées; elle développe alors sa propre esthétique et se considère comme une autodidacte.

## Premières œuvres
Elle commence à dessiner des "minicomics" en 1984 et publie son premier livre, Hoodoo, quatre ans plus tard. Ses histoires semi-autobiographiques Slutburger sont d'abord publiées par Rip Off Press, puis par Drawn & Quarterly. Des histoires courtes de Fleener sont publiées dans des anthologies comme Weirdo et Twisted Sisters et le Wixmen's Comix, et ses illustrations paraissent dans Entertainment Weekly. Fleener créé ensuite de nouvelles bandes semi-autobiographiques, qui sont publiées en 1996 dans l'anthologie Life of the Party, parue chez Fantagraphics. Ces comix mettent en scène l'artiste et une série de personnages jouant dans des groupes de rock, surfant, allant à l'université, prenant de la drogue et copulant joyeusement. Le style artistique de Fleener est caractéristique de ses histoires, qui sont racontées à la première personne, d'un ton factuel mais ironique.

## Œuvres

### Seule auteure
- "Nipplez 'n' Tum Tum". Eros Comix, 2001.
- "Slutburger #5". (Drawn and Quarterly), 1995.
- "Slutburger #4". Drawn and Quarterly, 1993.
- "Slutburger #3". Drawn and Quarterly, 1992.
- "Slutburger Stories #2". Rip Off Press, 1991.
- "Slutburger Stories #1". Rip Off Press, 1990.
- "HooDoo". 3-D Zone, 1988.
- "Fleener #1", (Zongo Comics), 1996.
- "Fleener #2", (Zongo Comics), 1996.
- "Fleener #3", (Zongo Comics), 1997.

### Compilation
Life of the Party. Fantagraphics Books, 1996.  (ISBN 1-56097-261-0), série d'histoires autobiographiques (traduit en allemand et en espagnol)

### Volumes collectifs
- L'anthologie Weird Tales of the Ramones (2005), qui accompagne le DVD/CD homonyme[10].
- Une des couvertures de "Popeye #13" en 2013 (avec une BD de Bud Sagendorf).
- Contributions au magazine Mineshaft depuis 2007: nos. 19, 20, 21, 22, 24 (couverture), 27, 29, 30, 32, 33 (couverture), 34 et 35[11].
- Participation à : Diane Noomin et collectif, Drawing Power: Women's stories of sexual violence, harassment and survival, Abrams Books, 2019 (ISBN 9781419736193), prix Eisner de la meilleure anthologie 2020[12]
  - traduit en français par Samuel Todd sous le titre Balance ta bulle : 62 dessinatrices témoignent du harcèlement et de la violence sexuelle, Massot Éditions, 2020  (ISBN 978-2380352283)